# Corylopsis brevistyla
Corylopsis brevistyla är en trollhasselart som beskrevs av Hung T. Chang. Corylopsis brevistyla ingår i släktet Corylopsis och familjen trollhasselfamiljen. Inga underarter finns listade i Catalogue of Life.